# Еторе Скола
Еторе Скола (на италиански: Ettore Scola) е италиански режисьор и сценарист, известен с филми като „Обичахме се толкова много“ (1974), „Грозни, мръсни и зли“ (1976), „Един особен ден“ (1977), „Терасата“ (1980), „Сплендор“ (1988) и много други.

## Биография
Роден е на 10 май 1931 г. в многолюдното семейство на лекар в Тревико, Италия. Там филми се прожектират два пъти годишно: идват с камион и поставят екран на главния площад. Дългоочакваните филмови предавания се превръщат в истински празници за момчето. Спомените за тях завинаги ще му оставят носталгична болезненост и в крайна сметка ще бъдат отразени във филма му „Разкош“, историята за „възходите“ и „паденията“ на провинциално кино и неговия собственик, който през 80-те години е напълно разорен от телевизията.
Докато следва в Юридическия факултет на Римския университет, Еторе Скола сътрудничи на хумористичното списание „Марк Аврелий“ като художник и се запознава с Федерико Фелини.
Завършва Юридическия факултет и от 1951 г. започва да присъства с хуморески и скечове в сатирични списания и по радиото. През 1953 г. дебютира като сценарист, пишейки за Дино Ризи и други режисьори, често в сътрудничество с Руджеро Макари. 
Умира на 19 януари 2016 г. в Рим.

## Творчество
Като режисьор реализира общо 41 филмови проекта, а като сценарист участва в над 80 продукции. Централната тема на Скола винаги е била „представянето на социалните условия на фона на политиката“.
Виторио Гасман, Нино Манфреди, Марчело Мастрояни и Стефания Сандрели са едни от актьорите, с които работи най-често.

## Филмография

### Режисьор

#### Игрални филми
| година | филм                                                                           | оригинално заглавие                                                                | бележки  |
| ------ | ------------------------------------------------------------------------------ | ---------------------------------------------------------------------------------- | -------- |
| 1964   | Ако позволите, да говорим за жени                                              | Se permettete parliamo di donne                                                    |          |
| 1965   | Конюнктурата                                                                   | La congiuntura                                                                     |          |
| 1965   | Трилинг                                                                        | Thrilling                                                                          |          |
| 1966   | Архидяволът                                                                    | L'arcidiavolo                                                                      |          |
| 1968   | Ще успеят ли нашите герои да открият своя загадъчно изчезнал приятел в Африка? | Riusciranno i nostri eroi a ritrovare l'amico misteriosamente scomparso in Africa? |          |
| 1969   | Комисар Пепе                                                                   | Il Commissario Pepe                                                                |          |
| 1970   | Драма на ревността                                                             | Dramma della gelosia                                                               |          |
| 1971   | Позволете? Роко Папалео                                                        | Permette? Rocco Papaleo                                                            |          |
| 1972   | Най-хубавата вечер в моя живот                                                 | La più bella serata della mia vita                                                 |          |
| 1973   |                                                                                | Trevico-Torino – Viaggio nel Fiat-Nam                                              |          |
| 1974   | Обичахме се толкова много                                                      | C'eravamo tanto amati                                                              |          |
| 1976   | Грозни, мръсни и зли                                                           | Brutti, sporchi e cattivi                                                          |          |
| 1976   | Лека нощ, дами и господа                                                       | Signore e signori, buonanotte                                                      |          |
| 1977   | Един особен ден                                                                | Una giornata particolare                                                           |          |
| 1977   | Новите чудовища                                                                | I nuovi mostri                                                                     | сегменти |
| 1980   | Терасата                                                                       | La terrazza                                                                        |          |
| 1981   | Любовни страсти                                                                | Passione d'amore                                                                   |          |
| 1982   | Нов свят                                                                       | Il mondo nuovo                                                                     |          |
| 1983   | Балът                                                                          | Ballando ballando                                                                  |          |
| 1985   | Наивници в Неапол                                                              | Maccheroni                                                                         |          |
| 1987   | Семейството                                                                    | La famiglia                                                                        |          |
| 1988   | Сплендор                                                                       | Splendor                                                                           |          |
| 1989   | Колко е часът?                                                                 | Che ora è?                                                                         |          |
| 1990   | Пътешествието на капитан Фракас                                                | Il viaggio di Capitan Fracassa                                                     |          |
| 1993   | Марио, Мария и Марио                                                           | Mario, Maria e Mario                                                               |          |
| 1995   | Роман за един беден юноша                                                      | Romanzo di un giovane povero                                                       |          |
| 1998   | Вечерята                                                                       | La cena                                                                            |          |
| 2001   | Нелоялна конкуренция                                                           | Concorrenza sleale                                                                 |          |
| 2003   | Хората на Рим                                                                  | Gente di Roma                                                                      |          |

## Награди и номинации

### Награди
- 1975 – Голямата награда на Московския кинофестивал за филма „Обичахме се толкова много“
- 1976 – „Най-добър режисьор“ на Фестивала в Кан за филма „Грозни, мръсни и зли“
- 1977 – Награда „Сезар“ за филма „Обичахме се толкова много“
- 1978 – Награда „Сезар“ „Най-добър чуждоезичен филм“ за филма „Един особен ден“
- 1980 – Награда на Фестивала в Кан „Най-добър сценарий“ за филма „Терасата“
- 1984 – Награда „Сезар“ „Най-добър режисьор“ за филма „Балът“
- 1984 – Сребърна мечка на Берлинския международен кинофестивал „Най-добър режисьор“ за филма „Балът“[2]
- 1984 – Награда на вестник „Berliner Morgenpost“ за филма „Балът“
- 1987 – Сребърна лента на Италианската национална асоциация на киножурналистите за най-добра режисура за филма „Семейството“
- 1990 – Награда „Пиетро Бианчи“ на Венецианския кинофестивал
- 2001 – Сребърен „Свети Георги“ на Московския кинофестивал за филма „Нелоялна конкуренция“

### Номинации
- 1970 – Златна палма на Фестивала в Кан за филма Драма на ревността
- 1976 – Златна палма на Фестивала в Кан за филма „Грозни, мръсни и зли“
- 1977 – Златна палма на Фестивала в Кан за филма „Един особен ден“
- 1978 – Награда Оскар за „Най-добър чуждоезичен филм“ за филма „Един особен ден“
- 1979 – Награда Оскар за „Най-добър чуждоезичен филм“ за филма „Новите чудовища“
- 1980 – Златна палма на Фестивала в Кан за филма „Терасата“
- 1981 – Златна палма на Фестивала в Кан за филма „Любовни страсти“
- 1982 – Златна палма на Фестивала в Кан за филма „Нов свят“
- 1984 – Златна мечка на Берлинския международен кинофестивал за филма „Балът“
- 1984 – Награда Оскар за „Най-добър чуждоезичен филм“ за филма „Балът“
- 1987 – Златна палма на Фестивала в Кан за филма „Семейството“
- 1988 – Награда Оскар за „Най-добър чуждоезичен филм“ за филма „Семейството“
- 1989 – Златна палма на Фестивала в Кан за филма „Сплендор“
- 1991 – Златна мечка на Берлинския международен кинофестивал за филма „Пътешествието на капитан Фракас“[3]
- 1995 – Златен лъв на Венецианския кинофестивал за филма „Роман за един беден юноша“
- 2001 – Награда за най-добър филм – Златен „Свети Георги“ на Московския кинофестивал за филма „Нелоялна конкуренция“